# Henry Scott Tuke

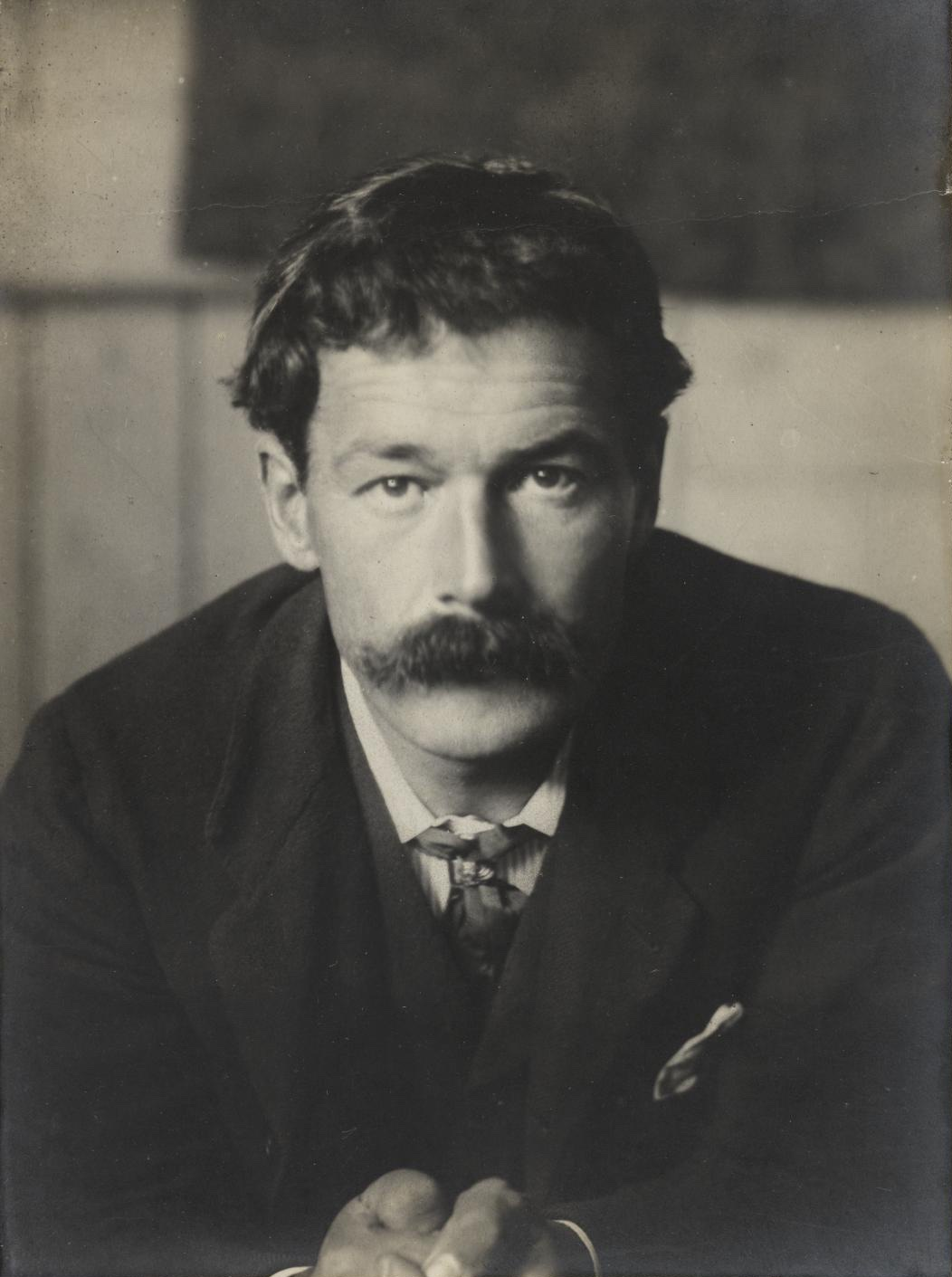
Henry Scott Tuke

Henry Scott Tuke RA (* 12. Juni 1858 in York; † 13. März 1929 in Falmouth) war ein britischer Maler, der besonders für seine Bilder von nackten Jungen bekannt ist, was ihm die Rolle eines Pioniers auf dem Gebiet der homosexuellen Kultur eingebracht hat.

## Leben
Tuke wurde in eine prominente Quäker-Familie geboren. Sein Vater Daniel Hack Tuke (1827–1895) war ein bekannter Verfechter einer humanen Behandlung Geisteskranker. Sein Ururgroßvater William Tuke gründete 1792 die erste moderne Irrenanstalt in York. Sein Urgroßvater Henry Tuke, sein Großvater Samuel Tuke und sein Onkel James Hack Tuke waren ebenfalls bekannte Sozial-Aktivisten.
1874 zog Tuke mit seiner Familie nach London und schrieb sich an der Slade School of Art ein, wo er Thomas Cooper Gotch kennenlernte. Nach seinem Abschluss reiste er 1880 nach Italien. Von 1881 bis 1883 lebte er in Paris, wo er zusammen mit dem französischen Geschichtsmaler Jean-Paul Laurens studierte und den US-amerikanischen Maler John Singer Sargent traf, der ebenfalls männliche Akte malte, wenngleich dies zu seinen Lebzeiten kaum bekannt war.
In den 1880ern traf Tuke auch Oscar Wilde und andere bekannte Autoren, von denen die meisten homosexuell waren (damals meistens Uranier genannt) und die in ihren Werken männliche Heranwachsende priesen. Er schrieb ein „Sonett an die Jugend“, das anonym in The Artist veröffentlicht wurde, und schrieb auch einen Essay für The Studio.

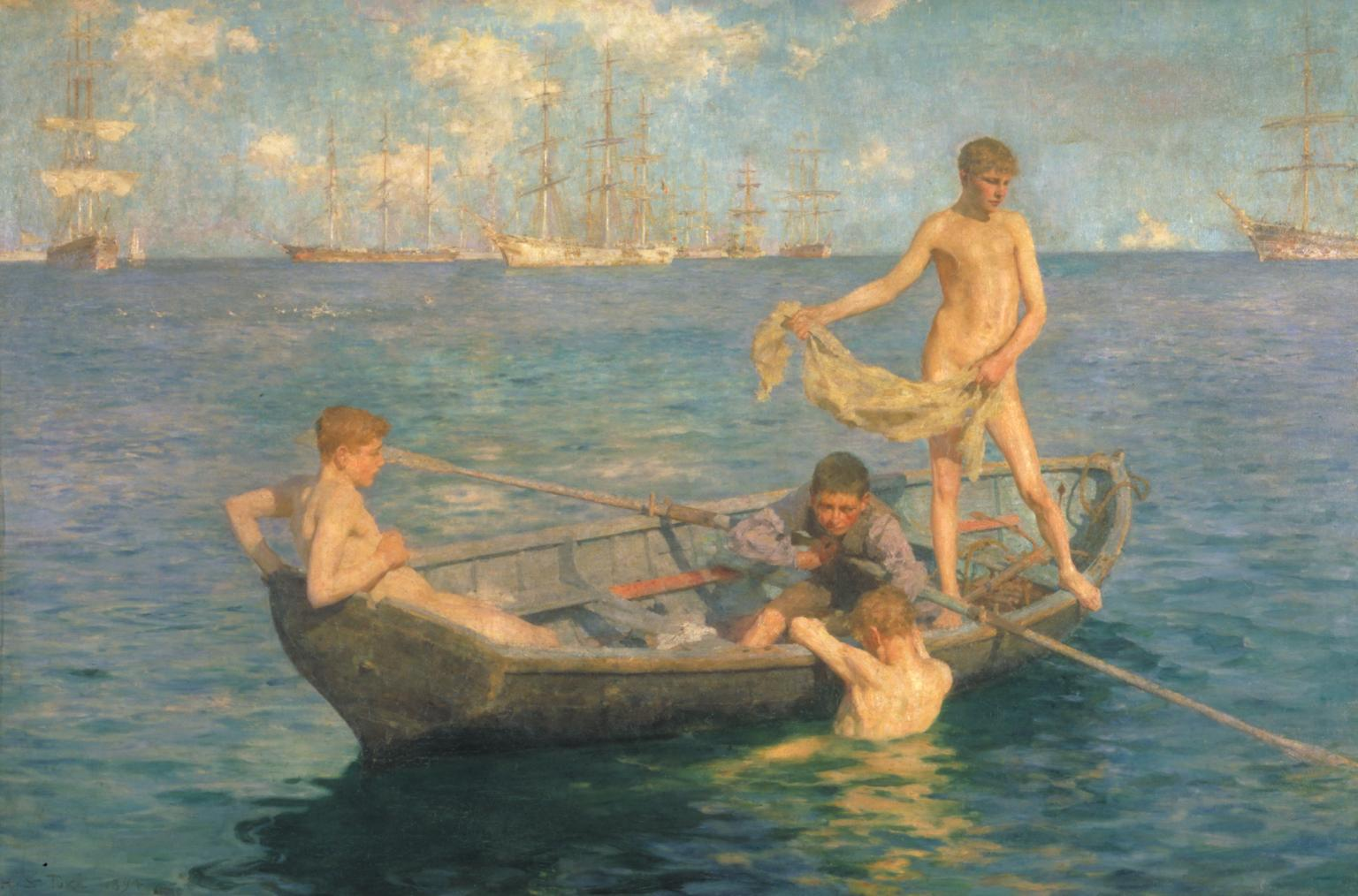
Henry Scott Tuke: August Blue, 1893

Tuke kehrte ins Vereinigte Königreich zurück und zog nach Newlyn, einem Fischerort in Cornwall, wo er einer kleinen Kolonie von Malern beitrat. Unter ihnen waren Walter Langley, Albert Chevallier Tayler und Thomas Cooper Gotch, mit dem Tuke nun eine lebenslange Freundschaft schloss. Diese Maler und einige andere sind als Vertreter der Newlyn School bekannt.
1885 ließ sich Tuke in Falmouth nieder, das damals noch abgelegen in einer rustikalen Landschaft lag. Er kaufte sich ein Fischerboot für 40 Pfund und baute es in ein schwimmendes Studio mit Wohnquartieren um. Dort konnte er seiner Leidenschaft, Jungen zu malen, in Ruhe nachgehen. Die meisten seiner Bilder stellen schwimmende und faulenzende Jungen und junge Männer dar, meist nackt auf einem Boot oder am Strand. Sein Werk umfasst jedoch auch eine Vielzahl von Gemälden mit großen Segelschiffen ohne Besatzung.
Tuke produzierte auch verkäuflichere Arbeiten zu literarischen oder historischen Themen. In diesen Bildern setzte er seine männlichen Nackten in einen sicheren mythologischen Kontext. Kritiker fanden diese Arbeiten allerdings meistens eher formal, leblos und schwach.

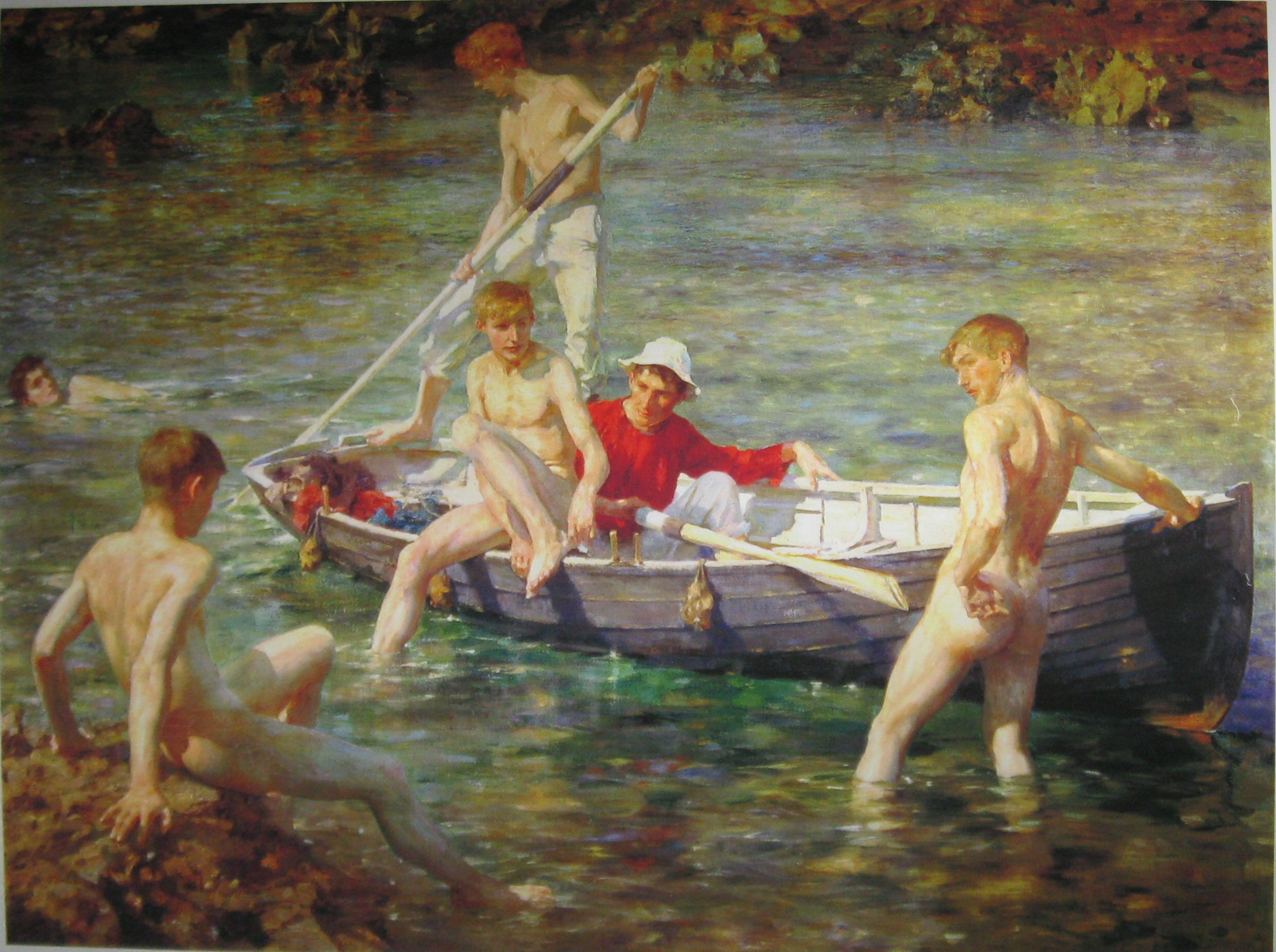
Henry Scott Tuke: Ruby, gold and malachite, 1902

In den 1890er Jahren gab Tuke die mythologischen Themen auf und begann damit, Jungen aus dem Ort beim Fischen, Segeln, Schwimmen und Tauchen in einem naturalistischeren Stil zu malen. Er malte freier und benutzte von nun an kräftige und frische Farben. Zu den bekanntesten Gemälden aus dieser Zeit zählt August Blue (1893–1894), eine Studie mit vier nackten Jugendlichen, die von einem Boot aus im Meer baden.
Obwohl Tukes Bilder von nackten Jugendlichen zweifelsohne schwule Männer ansprachen, die Heranwachsende attraktiv fanden, sind sie niemals von explizit sexueller Natur. Die Genitalien der Modelle werden fast nie gezeigt, sie berühren sich fast nie und auf keinem Bild ist auch nur andeutungsweise offene Sexualität dargestellt.
Tuke schloss enge Freundschaften mit vielen seiner Modelle, aber es wurde nie bekannt, ob er sexuell mit ihnen verkehrte, sei es aus gegenseitiger Liebe oder gegen Bezahlung. Obwohl es möglich ist, dass er mit den örtlichen Jugendlichen sexuell aktiv war, was im Vereinigten Königreich strafbar gewesen wäre, ist ebenso denkbar, dass er – wie viele schwule Männer in dieser Zeit – seine Sexualität zu romantischen Freundschaften sublimierte.

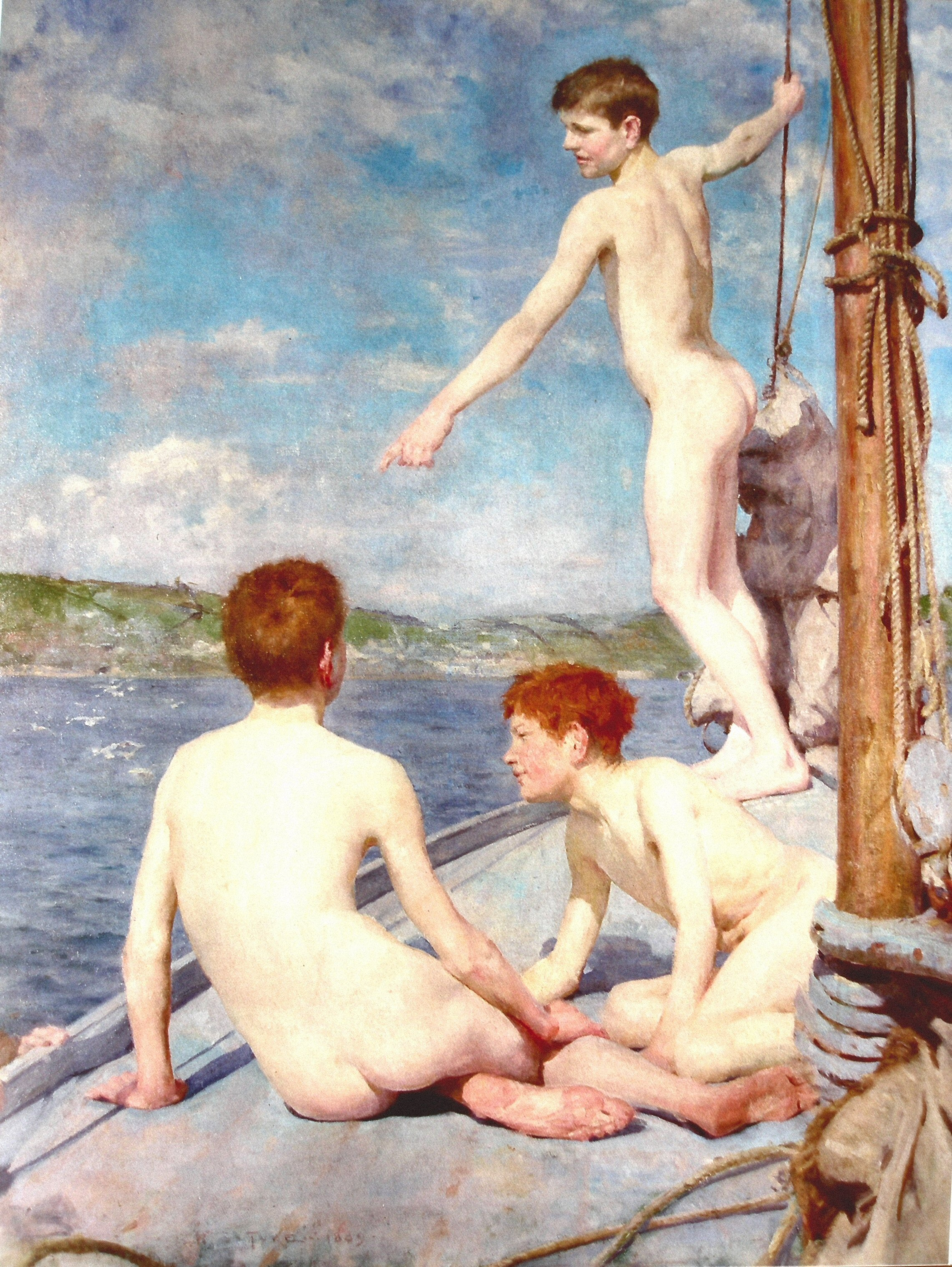
Henry Scott Tuke: The Bathers

Wegen des Themas seiner Bilder konnte Tuke nur wenige von ihnen verkaufen, und dies nur an einen ausgewählten Kreis homosexueller Kunstsammler. Er war jedoch auch ein bekannter Porträtmaler und unterhielt in London ein Studio, um dort Auftragsarbeiten anzufertigen. Unter seinen bekanntesten Porträts ist das des Soldaten und Autors T. E. Lawrence („Lawrence von Arabien“).
Technisch gesehen bevorzugte Tuke grobe und sichtbare Pinselstriche zu einer Zeit, da ein poliertes Finish von angesagten Malern und Kritikern favorisiert wurde. Er hatte ein gutes Gespür für Farben und setzte natürliches Licht meisterhaft in Szene, besonders das weiche, zerbrechliche Sonnenlicht des englischen Sommers. Wäre sein Thema konventioneller gewesen, wäre Tuke vielleicht ein bekannterer Name in der britischen Malerei geworden. So aber blieb er ein Nischen-Maler.
Dennoch genoss Tuke ein beträchtliches Ansehen, und seine Malerei ermöglichte es ihm, ins Ausland zu reisen, wo er in Frankreich, Italien und auf den Westindischen Inseln malte. 1900 wurde ihm zu Ehren ein Bankett an der Royal Cornwall Polytechnic Society gehalten. Seine letzten Lebensjahre verbrachte er in schlechter gesundheitlicher Verfassung.
Nach Tukes Tod schwand sein Ruf zunächst, und er war bis in die 1970er Jahre mehr oder weniger vergessen, als er von der ersten Generation offen schwuler Künstler und Sammler wiederentdeckt wurde. Es wurden reich ausgestaltete Ausgaben seiner Malereien publiziert und seine Arbeiten erzielten bei Auktionen hohe Preise.